# Strum (Albania)
Strum è una frazione del comune di Roskovec in Albania (prefettura di Fier).
Fino alla riforma amministrativa del 2015 era comune autonomo, dopo la riforma è stato accorpato, insieme agli ex-comuni di Kuman e Kurjan a costituire la municipalità di Roskovec.

## Località
Il comune è formato dall'insieme delle seguenti località:
- Strum
- Arapaj
- Suk 1
- Suk 2
- Velmish